# ویوچ
ویوچ (به فرانسوی: Veauche) یک کامین در فرانسه است که در Canton of Saint-Galmier واقع شده‌است.

## خصوصیات
ویوچ ۱۰٫۴۱ کیلومترمربع مساحت و ۸٬۳۰۷ نفر جمعیت دارد و ۳۷۷ متر بالاتر از سطح دریا واقع شده‌است.